# إكستريم كوتور لفنون القتال المختلطة
إكستريم كوتور لفنون القتال المختلطة (بالإنجليزية: Xtreme Couture Mixed Martial Arts)‏ هي منظمة أمريكية للتدريب على فنون القتال المختلطة يرأسها بطل يو إف سي السابق والمؤسس المشارك السابق لفريق كويست، راندي كوتور.